# Velutina schneideri
Velutina schneideri là một loài ốc biển nhỏ, là động vật thân mềm chân bụng sống ở biển trong họ Velutinidae.

## Phân bố
Distribution của Velutina schneideri include vùng biển Châu Âu.